# Rovigliano (Torre Annunziata)
Rovigliano is een plaats (frazione) in de Italiaanse gemeente Torre Annunziata.